# Conor Laerenbergh
Conor Laerenbergh (Antwerpen, 18 maart 1993) is een Belgische voetballer.

## Carrière
Conor begon zijn jeugdcarrière bij het Antwerpse Sint-Anneke Sport. Na zijn passade op de Linkeroever trok hij naar Schilde SK. Alvorens naar tweedeklasser Antwerp FC te trekken speelde Conor nog even bij Ternesse FC. Na een geschil met het bestuur van Antwerp koos hij ervoor om samen met David Iboma, die tevens een geschil had met het Antwerpbestuur, naar aartsrivaal Beerschot AC te vertrekken, waar hij volgens Patrick Vanoppen wel speelkansen zou krijgen. Conor kreeg altijd veel steun van de Beerschotaanhang, die hoopten dat hij snel zijn debuut zou maken, maar toch moest Conor even op zijn kans in het eerste elftal van Beerschot wachten. Maar na bijna elke wedstrijd op de bank te zitten, maakte hij op 14 januari 2012 zijn profdebuut in het professionele voetbal in de 6-1 verloren wedstrijd op Standard Luik. Conor verving bij een 4-1-stand in de 73ste minuut doelpuntenmaker Sherjill Mac-Donald. Zijn eerste doelpunt vierde hij op 6 april 2012 thuis tegen Sporting Lokeren. Het volgende doelpunt vierde hij op 24 november 2012 thuis tegen RSC Anderlecht. K. Beerschot AC had in eigen huis al drie jaar lang niet meer gescoord tegen RSC Anderlecht, maar daar bracht Conor al na een klein kwartier verandering in. Momenteel speelt Conor voor VV STEEN uit Sint Jansteen (Nederland), waar hij de aanvoerdersband draagt

## Statistieken
| seizoen   | club            | land   | competitie         | wed. | goals |
| --------- | --------------- | ------ | ------------------ | ---- | ----- |
| 2011-2012 | K. Beerschot AC | België | Jupiler Pro League | 4    | 0     |
| 2011-2012 | K. Beerschot AC | België | Play-Off II B      | 6    | 1     |
| 2012-2013 | K. Beerschot AC | België | Jupiler Pro League | 8    | 1     |
| 2012-2013 | Antwerp FC      | België | Belgacom League    | 10   | 1     |
| 2013-2014 | SK Sint-Niklaas | België |                    |      |       |
|           |                 |        | Totaal             | 28   | 3     |